# Григор'ївський (Курська область)
Григор'ївський (рос. Григорьевский) — селище в Дмитрієвському районі Курської області Російської Федерації.
Населення становить 23 особи. Входить до складу муніципального утворення Поповкинська сільрада.

## Історія
Населений пункт розташований на території українського етнічного та культурного краю Східна Слобожанщина.
Від 2004 року входить до складу муніципального утворення Поповкинська сільрада.

## Населення
| 2002 | 2010 |
| ---- | ---- |
| 36   | ↘23  |